# نادي الجبايش
نادي الجبايش الرياضي هو فريق كرة قدم عراقي تأسس عام 2022 يقع مقره ضمن قضاء الجبايش في محافظة ذي قار ، يلعب في الدوري العراقي الدرجة الثالثة.

## انظر ايضاً
- نادي سهل نينوى
- نادي الخاجية